# Seljametsa
Seljametsa är en ort i Estland. Den ligger i Paikuse kommun och landskapet Pärnumaa, i den sydvästra delen av landet, 120 km söder om huvudstaden Tallinn. Seljametsa ligger 14 meter över havet och antalet invånare är 318.
Terrängen runt Seljametsa är mycket platt. Runt Seljametsa är det glesbefolkat, med 12 invånare per kvadratkilometer. Närmaste större samhälle är Pärnu, 10,2 km väster om Seljametsa. I omgivningarna runt Seljametsa växer i huvudsak blandskog.